# Valhalla

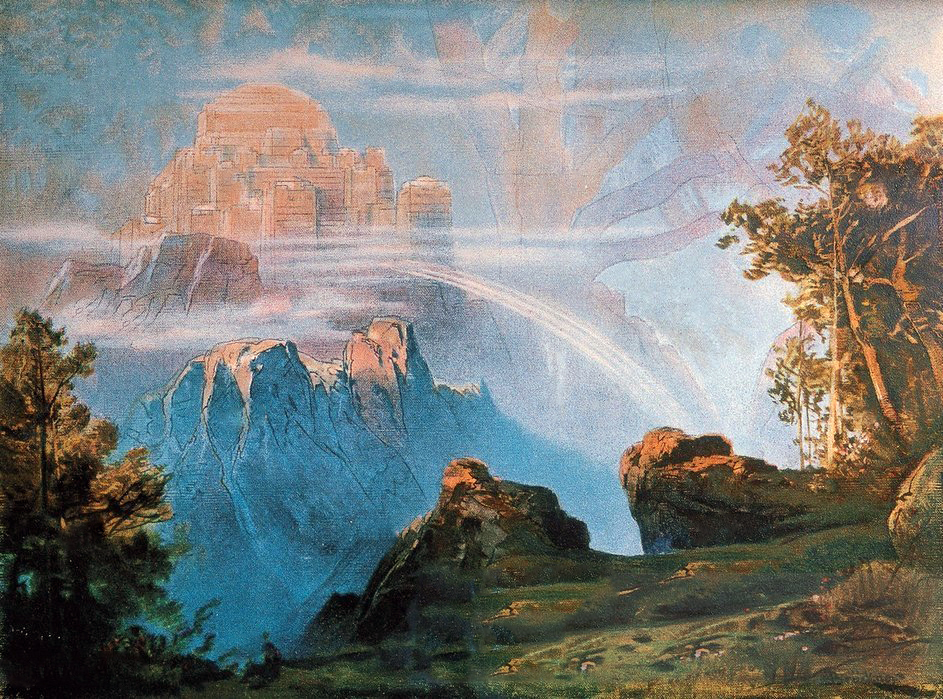
Max Brückner: Walhalla (1896)

A Valhalla (ó-skandináv nevén: Valholl) a skandináv mitológia szerint "az elesett harcosok csarnoka" Asgardban. Ide, Odin csarnokába kerül a hősök egyik fele, a másik fele pedig Freyja palotájának, a Folkvangnak a Sessrúmnir nevű termébe. Az einherjarnak nevezett hősöket valkűrök kísérik fel a Valhallába, és amikor eljön a Ragnarök, Odin égi seregében fognak harcolni. A legkiválóbbak ülőhelyet kapnak, akiket Hermod fogad.

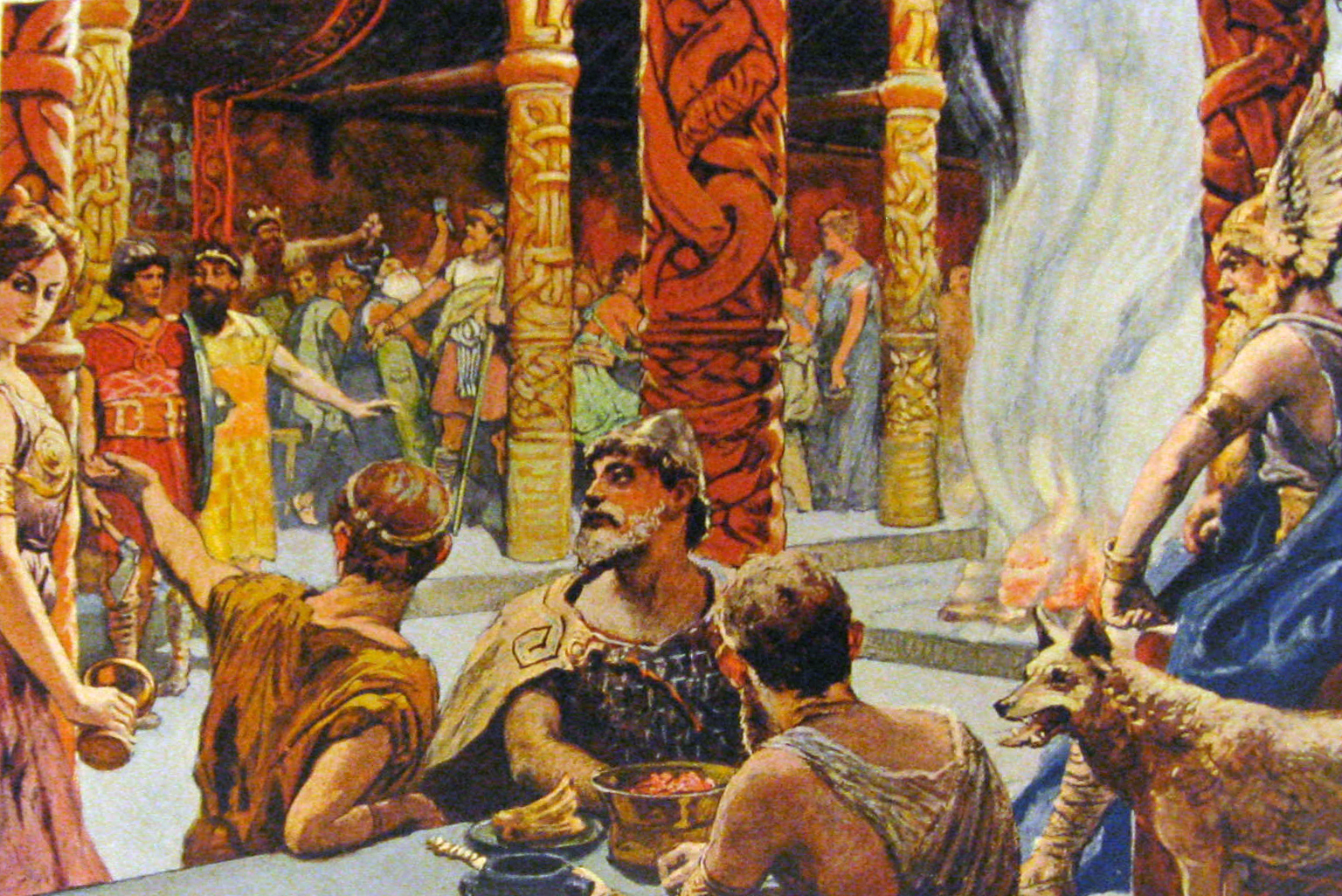
Emil Doepler: Walhalla (1905)

Az Edda így említi Odin (Hropt) termét:
Örömhon az ötödik,

ahol az aranyfényü,

fenséges Valhalla áll;

Hropt választ itt hősöket,

nap mint nap, ők vesznek el

véres harcokon.
...és így a Freyjáét:
Folkvang a kilencedik,

itt Freyja kegye határoz,

ki hol ül, ő mondja meg,

a hősi halottak felét

maga választja nap mint nap,

másik felét Ódin.

## Az égi palota
A palota főkapuját Valgrindnek hívják, melyhez a szivárványhíd (Bifröst) vezet. Ahogy az Edda-énekek említik, elvarázsolt kapu, mivel senki nem tudja, milyen módon zárul és nyílik az ajtaja. A Valhallának 540 ajtaja van, és mindegyiken nyolcszázan férnek át egymás mellett, érzékeltetve ezzel a méreteket és az einherjarok számát.
Idézet az Eddából:
A terme ötszáz,

s még négyszer tíz, úgy tetszik,

Valhallának, a várnak.

Nyolcszáz hős harcos

árad ki minden ajtaján,

Fenrir farkas ellen.

## A csarnok
Valhalla csarnokában helyezkedik el Odin, az istenek királyának trónusa. Mellette van két farkasa, Geri és Freki, és két hollója, Hugin és Munin (gondolat és emlékezet), akik mindenhová elkísérik gazdájukat. Odin minden reggel kiküldi őket, hogy információt hozzanak neki a földön (Midgard) történtekről. Odin mindig kéznél tartja varázslatos fegyverét, a Gungnirt, a mindig célba találó lándzsáját.

## Fordítás
- Ez a szócikk részben vagy egészben  a   Valhall című svéd Wikipédia-szócikk fordításán alapul.  Az eredeti cikk szerkesztőit annak laptörténete sorolja fel. Ez a jelzés csupán a megfogalmazás eredetét és a szerzői jogokat jelzi, nem szolgál a cikkben szereplő információk forrásmegjelöléseként.
- Ez a szócikk részben vagy egészben  a   Valhalla című angol Wikipédia-szócikk fordításán alapul.  Az eredeti cikk szerkesztőit annak laptörténete sorolja fel. Ez a jelzés csupán a megfogalmazás eredetét és a szerzői jogokat jelzi, nem szolgál a cikkben szereplő információk forrásmegjelöléseként.